# Antun Šoljan
Antun Šoljan (Beograd, 1. prosinca 1932. – Zagreb, 9. srpnja 1993.), hrvatski književnik.

## Životopis
Šoljanova obitelj potječe iz Staroga Grada na Hvaru, no Antun Šoljan rodio se i rano djetinjstvo proveo u Beogradu. Sljedeće boravište mu je Slavonski Brod gdje je završio osnovnu školu, a od 1945. godine pretežno Zagreb u kojem završava gimnaziju i filozofski fakultet (anglistika i germanistika). Povremeno boravi u Rovinju, gdje se od 1996. godine održavaju Dani Antuna Šoljana. Pjesnik, pripovjedač, dramatičar, romanopisac, književni kritičar, esejist, feljtonist, prevoditelj, priređivač antologija, urednik triju značajnih književnih časopisa 1950-ih i 1960-ih (Međutim, Književnik, Krugovi). Pripadnik književnog naraštaja tzv. “krugovaša”, književnika koji su se okupljali uz časopis Krugovi. Književni mu opus obilježava ironija, topos mladenačke “klape”, mjestimice eskapizam, zatim društveno-moralne preokupacije i angažiranost, ponajprije u dramskom opusu, a kritika ga opisuje i kao “egzistencijalističkog pisca” te “utopista”, ponajprije zbog vjere u moć književnosti. 
Pisao je pjesme, romane, drame, radiodrame, eseje i feljtone te priredio niz antologija, poput "Sto najvećih djela svjetske književnosti". Već je u svojim dvadesetim godinama, u suautorstvu s Ivanom Slamnigom, objavljivao priloge iz teorije književnosti i komparatistike u časopisu Međutim koji je pokrenut i doživio samo dva broja 1953. a potom se ugasio. Šoljan je časopis uređivao sa Slamnigom, Zlatkom Tomičićem i Vladom Gotovcem. Njihovo uređivanje i pisanje za Međutim značilo je poetičko odmetništvo i neslaganje s "krugovašima".  Zarana je zastupao i primjenjivao poetiku izrazito modernističkog iskustva. Poznata mu je pjesma Vukovarski arzuhal, koja je nastala "u prenesenom smislu slušanjem starca u kojoj pripovijeda da gost u kući ne može biti gospodar, pisano arzuhalom i s refrenom »Platit ćete Vukovar«".

## Šoljan romanopisac
Napisao je četiri romana, najvažnijim se smatra Kratki izlet tiskan 1965. godine. Izdajice (1961.) su prvi Šoljanov roman i jedna od najznačajnijih proznih knjiga krugovaške generacije. Roman Luka objavljen 1974. godine govori o povratku glavnog lika iz Zagreba u zabačeno primorsko selo Murvice gdje dobiva veliki projekt gradnje luke, odakle je rodom. Prema Šoljanovom književnom predlošku Tomislav Radić snimio je istoimenu dramu 1992. godine.

## Djela
- "Na rubu svijeta", 1956.
- "Izdajice", Zora, Zagreb, 1961.
- "Kratki izlet", 1965.
- "Luka", Znanje, Zagreb, 1974.
- "Drugi ljudi na mjesecu", 1978.
- "Bacač kamena", 1985.

## Vanjske poveznice
- Helena Peričić: "Strana književnost i nacionalna književna tradicija (O dvjema Slamnigovim raspravama u časopisu Međutim)", Književna revija (Dani Ivana Slamniga, Osijek, 26. – 29. listopada 2000.), ur. Branka Ban et al., Osijek, Matica hrvatska Osijek, 1-2, 2001., 65-67.

- Helena Peričić:  "Isprepletanje igre/svečanosti u Šoljanovoj Romanci o tri ljubavi", Dani hvarskog kazališta (Igra i svečanost u hrvatskoj književnosti i kazalištu)”, zbornik, ur. N. Batušić et al., Zagreb-Split, HAZU-Književni krug, 31, 2005., 406-415.

- Helena Peričić: 2Između stvaralačkog ‚egzila’ i poticaja domaće književne tradicije (Slamnig, Šoljan, Paljetak)", Dani hvarskog kazališta („Prostor i granice hrvatske književnosti i kazališta“), zbornik, ur. N. Batušić et al., Zagreb-Split, HAZU-Književni krug, 32, 2006., 346-359.

- Helena Peričić: "Multiculturalism and the Return to Tradition. Elements of the Literatures in English in the Works of Some Postmodern Croatian         Playwrights: Slamnig – Šoljan – Paljetak", Identities in Transition in the English-Speaking World, ed. By Nicoletta Vasta et al., Udine, Forum, 2011, 251-260.